# Antun Knežević (redovnik)
Fra Antun Knežević, (Varcar, današnji Mrkonjić Grad, 9. siječnja 1834. – Kotor Varoš, 22. rujna 1889.), bosanski fratar.
Otac mu Anto došao iz Uskoplja (Gornji Vakuf), a majka mu bila Agata Stipić - Ivekić iz Varcara. Otac mu je rano umro pa ga je othranio stric njegova oca fra Grgo Knežević, koji je umro i pokopan u Ivanjskoj. Prva javna škola bila je u njegovoj rodnoj kući. Obučen u odijelo sv. Franje 26. travnja 1851. godine, mladu misu imao 21. rujna 1856. godine. Studirao u Fojnici, Rimu i Sijeni. Pisao je pod pseudonimom "Bošnjak iz Varcara".
Radio kao odgojitelj i nastavnik, te dušobrižnik.

## Službe
- kapelan i učitelj u Varcaru, 1857.
- kapelan u Bugojnu, 1858.
- kapelan u Varcaru, 1864.
- odgojitelj i profesor franjevačke mladeži u Livnu, 1861. – 1864.
- lektor teologije u Gučoj Gori, 1864.
- župnik u Dobretićimi, 1868.
- duhovnik mladeži u Đakovu, 1868.
- župnik u Varcaru, 1873.
- župnik u Ivanjskoj, 1873.
- župnik u novosagrađenom samostanu na Petrićevcu, 1875.
- župnik u Jajcu, 1876. – 1879., isposlovao osnutak samostana u Jajcu 1882., službeno otvorenog 1886.
- župnik u Liskovici, 1884. – 1886.
- župnik u Kotor Varošu, gdje je i umro 22. rujna 1889. godine završavajući pučku misu.

## Pisana djela
- "Rieč popa Gojka Miroševića svojem Bošnjakom i Hercegovcem"
- "Rieč Hodže bosanskog Hadži Muje Mejovića"
- "Mladić bosanski proviđen u svojoj učionici za prvu godinu"
- "Rieč hodže Petrovačkog bratiji Turcima"
- "Suze bošnjaka nad grobnicom kralja svoga u Jajcu"
- Krvava knjiga"
- "Opet o grobu bosanskom"
- "Kratka povjest kralja bosanski"
- "Pad Bosne"
- "Carsko - turski namjesnici u Bosni i Hercegovini"
- "Povjesnica novoimenovanog Franjevačkog samostana u Jajcu I-III"
- "Varica"

## Vanjske poveznice
- Ivan Lovrenović: Fra Anto Knežević, Idje cura u visoku kulu  Arhivirana inačica izvorne stranice od 13. kolovoza 2017. (Wayback Machine) Ivan Lovrenović. 16. srpnja 2016.